# Onitis punctatostriatus
Onitis punctatostriatus är en skalbaggsart som beskrevs av Emile Janssens 1937. Onitis punctatostriatus ingår i släktet Onitis och familjen bladhorningar. Inga underarter finns listade i Catalogue of Life.